# Comté de Greene (Caroline du Nord)
Pour les articles homonymes, voir Comté de Greene.
Le comté de Greene est un comté situé dans l'État de Caroline du Nord aux États-Unis. En 2010, sa population est de 21 362 habitants, son siège est la ville de Snow Hill.

## Histoire
Le comté faisait partie des terres du roi Charles II en 1663. Il fut colonisé vers 1710 par des immigrants venus de Virginie, du Maryland et d'autres régions de la Caroline du Nord qui combattirent les indiens Tuscaroras lors de la guerre des Tuscarora. La dernière grande bataille eut lieu au Fort Neoheroka (en) près de l'actuelle ville de Snow Hill.
En 1758, la région maintenant appartenant aux comtés de Greene et de Lenoir a été séparée du comté de Johnston et nommée « comté de Dobbs » par le Gouverneur Royal. Le comté de Greene a été formé en 1791 depuis la partie nord de Comté de Dobbs. Il était appelé originellement « comté de Glasgow » en l'honneur de James Glasgow (en), le Secrétaire d'État de la Caroline du Nord de 1777 à 1798. En 1799, la participation de Glasgow dans des fraudes sur l'octroi de terrains militaires l'a forcé à quitter l'État. Le comté de Glasgow a été alors rebaptisé « comté de Greene » en l'honneur de Nathanael Greene, qui s'illustra aux côtés de George Washington.

## Communautés

### Towns
- Hookerton
- Snow Hill
- Walstonburg

### Census-designated place
- Maury

### Townships
- Bull Head
- Carrs
- Hookerton
- Jason
- Olds
- Ormondsville
- Shine
- Snow Hill
- Speights Bridge

## Démographie
| 1800  | 1810  | 1820  | 1830  | 1840  | 1850  |
| ----- | ----- | ----- | ----- | ----- | ----- |
| 4 218 | 4 867 | 4 533 | 6 413 | 6 595 | 6 619 |

| 1860  | 1870  | 1880   | 1890   | 1900   | 1910   |
| ----- | ----- | ------ | ------ | ------ | ------ |
| 7 925 | 8 687 | 10 037 | 10 039 | 12 038 | 13 083 |

| 1920   | 1930   | 1940   | 1950   | 1960   | 1970   |
| ------ | ------ | ------ | ------ | ------ | ------ |
| 16 212 | 18 656 | 18 548 | 18 024 | 16 741 | 14 967 |

| 1980   | 1990   | 2000   | 2010   | - | - |
| ------ | ------ | ------ | ------ | - | - |
| 16 117 | 15 384 | 18 974 | 21 362 | - | - |